# Grotta di Cocceio
A Grotta di Cocceio (vagy Grotta della Pace) egy ókori földalatti alagút Pozzuoliban, mely összeköti Cumae városát az Avernói-tóval. 

## Története
Az Arco Felice Cumae felé néző oldalán nyílik, az úton pár száz méterre az Arcótól. A hosszú alagút ma nem látogatható. Sztrabón feljegyzései szerint i. e. 37-ben építette egy Cocceius nevű építész Marcus Vipsanius Agrippa császár parancsára, hogy Cumaet összekösse a Pozzuoli-öbölben létesített katonai kikötőkkel. Építésekor még a belső megvilágításról is gondoskodtak: 30-40 méterenként nyitott aknákat építettek. Az Octavianus és Marcus Antonius között folyó polgárháború idején használták utoljára, majd a Via Domitiana és az Arco Felice megépítésével elveszítette jelentőségét. 
1508–1509-ben Pietro de Pace, spanyol hajóskapitány az alagúton keresztül közelítette meg és fosztotta ki az akkor még kincsekben gazdag Cumae romvárosát. Róla nevezték el Grotta della Pace-nak.
A második világháború idején munícióraktárként használták és ennek felrobbantásával az alagút egy része beomlott. 